# Д'Артанян
Шарл Ожие дьо Бац дьо Кастелмор, граф д'Артанян (на френски: Charles Ogier de Batz de Castelmore, Comte d'Artagnan), е френски офицер, роден между 1611 и 1615 г. в замъка Кастелмор в Гаскония (Франция), (днес в департамента Жерс) и загинал при обсадата на Маастрихт на 25 юни 1673 г. Герой от романа „Тримата мускетари“ и неговите продължения „Двадесет години по-късно“ и „Виконт дьо Бражелон“ на френския писател Александър Дюма.

## Кариерата на д'Артанян
Пристигайки в Париж през 1640, Шарл дьо Батц се представя с фамилията на майка си – Франсоаз дьо Монтескиу д'Артанян, тъй като нейното семейство има по-добри позиции в кралския двор. С препоръката на Г-н дьо Тревил, капитан на мускетарите, е зачислен в гвардейската рота на де-з-Есар във Фонтенбло. Мускетар става 4 години по-късно, (1644), вече с протекциите на кардинал дьо Ришельо.
Ротата на мускетарите е разпусната през 1646 от Мазарини, но това не възпира кариерата на д'Артанян. По време на Фрондата кардиналът го натоварва с изпълнението на различни военни мисии. Пълно доверие му гласува и Луи XIV, който го познава още от дете и му поверява задачи изискващи абсолютна дискретност. Така напр. д'Артанян е този, който придружава Мазарини по време на неговото заточение през 1651. Десет години по-късно, през 1661, отново д'Артанян е натоварен с деликатната задача да арестува изпадналия в немилост финансов сюр-интендант на краля Никола Фуке и в продължение на дълги месеци лично го придружава при преместванията му от тъмница в тъмница, отсява посетителите при него и докладва на краля за развоя на събитията. В замяна на своята преданост той е повишен в лейтенант (1652) и капитан (1655) – длъжност, която той купува (според порядките на епохата) за сумата от 80000 ливри.
През 1657 начело на мускетарската рота застава племенникът на Мазарини, но фактически цялото командване е поето от д'Артанян. От 1667 г. той е вече капитан-лейтенант и същевременно губернатор на Лил. Впрочем на губернаторския пост той е доста непопулярен и побързва да се върне на бойното поле. Загива при обсадата на Маастрихт, убит от куршум на мускет в гърлото. Не е известно къде е погребан.

## Брак и потомство
През 1659 д'Артанян се жени за Шарлот-Ан дьо Шансьоле, от която има двама сина – родени съответно през 1660 и 1661 г. През 1665 двамата се разделят.